# Szcintilláció (csillagászat)

Egy csillag távcsőbeli képének változása a légkör nyughatatlansága miatt.

A csillagászatban szcintillációnak nevezzük a távoli, látható égitestek, légkörön át tekintett képének gyors és rendszertelen fényesség- illetve színváltozását. Az objektumok véletlenszerű fényváltozása annak tudható be, hogy a légkör hő- és anyagáramlásai befolyásolják az atmoszféra optikai tulajdonságait. A légkörön kívüli objektumok fényének ilyen változását csillagászati szcintillációnak, a légkörön belüli fényforrások látszó fényének változásait földi szcintillációnak nevezik.
Szabad szemmel is felismerhető jelenség, hogy a csillagok fénye „pislákol”, „sziporkázik”. Ez a sok irodalmi szövegben, filmbeli ábrázolásban felbukkanó kép maga a szcintilláció jelensége. Minden csillag szcintillál, de legjobban a horizont közelében figyelhető meg ez a jelenség, hiszen a csillagok fénye itt halad át leghosszabb úton a légkörön keresztül. Ez a véletlenszerű fényváltozást mutató optikai jelenség azonban eltűnik, ha nem egyetlen fénysugárról (egyenként a szemünkbe érkező fotonokról) van szó. Ha a fény egy nagyobb látszó tárgyról, leginkább bolygóról érkezik, mely nem pontszerű, a szemünkbe érkező fénysugarak szcintillációja kioltja egymást és az effektus elmarad. Az égi objektumok eme „pislogása” kiválóan alkalmas arra, hogy szabad szemmel megállapítsuk, hogy egy csillagnak látszó égitest valóban csillag, vagy esetleg bolygó, hiszen a bolygók fénye nem szcintillál, míg a csillagoké igen.